# 木内くるみ
木内 くるみ（きうち くるみ、1994年2月28日 - ）は、日本のアイドル、タレント。愛称はくるみん。京都府出身。アドコミットに所属していた。

## 略歴
アイドルグループCandy Devilで活動していた。
2012年7月24日、大阪のJ.Bridgeで行われた『JB萌一番アイドルⅣ“制服美少女グランプリ”』に出場し、グランプリを獲得。8月10日、所属事務所をブリッジからアライブエンタテインメントへ移籍したことを発表。4人組ユニット維新伝心（いしんでんしん）を結成し、ライブ活動を行う。
2014年、『ミスアクション2014』にエントリーし、応募者500人の中からグランプリに選ばれる。
2015年3月1日にプラチナムプロダクション主宰の新人開発プロジェクト並木橋ハイスクールに加入したが、2か月半後の5月16日に解散。これを機にプラチナムプロダクションと深く関わるようになり、同年8月に同事務所所属のアイドルユニットFYTの教育実習生（新メンバー候補生）に選ばれる。しかし、10月11日のワンマンライブ『第4回ガチンコFYTクラブ』（於：初台DOORS）で「新メンバー該当者なし」となったため、FYTへの加入はできなかった。その際プロデューサーを務めるかながわIQから実習生による新ユニットが考案され、同年12月23日、正式なユニット名が閃光ロードショー（せんこうロードショー）に決定した。閃光ロードショーでの芸名はクルミン・モンロー（マリリン・モンローのパロディ）である。
2015年7月、『ゴーストシスターズ!』にて初舞台。
2017年11月10日、ヤングアニマル主催の『YAグラ姫2018』ファイナリストに選出。同誌22号の表紙にもなる。
2017年12月23日、閃光ロードショー解散に伴いアイドル活動終了。
2020年11月30日、駆け出しの飛行少女（2020年12月29日『泡沫パーティーズ』へ改名）オーディションに合格。
2021年10月5日、泡沫パーティーズを脱退。

## 人物
- 3兄弟の長女（弟と妹がいる）[14]
- 特技は腹筋が30秒間に40回出来ること[2]
- 好きな色はピンクだが、閃光ロードショーでの閃光色は赤である[11]
- 閃光ロードショーでは最年長であった[12]

## 作品

### 映像作品
- 愛しいくるみ〜君との初恋〜（2013年12月27日、シャイニングスター）
- ミスアクション2014/木内くるみ（2014年6月27日、シャイニングスター）
- 初恋〜あなたに〜（2014年10月31日、シャイニングスター）
- くるみんTHEファイナル（2023年11月29日、スパイスビジュアル）

## 出演

### テレビ
- 歌ネタ王決定戦（毎日放送） - 2013年「歌ネタガールズ」、2014年「歌ネタエンジェルズ」としてプロモーション活動
- 村上マヨネーズのツッコませて頂きます!（関西テレビ、2014年1月12日） - 再現VTRに出演[15]
- ジャルやるっ!（関西テレビ、2014年12月26日） - 再現VTRに出演[16]

### 舞台
- 劇団カラスカ『ゴーストシスターズ!』（2015年7月30日 - 8月2日、上野ストアハウス） - 土屋木葉 役[17][18]
- office OTN『妖怪アゲアゲフェス!』（2018年8月17日 - 18日、座・高円寺） - トイレの花子さん/文車さん/メデューサ 3 役
- アリスインプロジェクト『クォンタムメモリーズ』（2018年10月3日 - 8日、新宿村LIVE） - 麻宮真由美 役[19]
- ハツコイ・ユナイテッド『ラフドール』（2019年7月6日 - 7日、大塚ドリームシアター）[20]

### イベント
- 東京ゲームショウ『PAON DPガールズ』（2015年9月）[21]